# 豆腐釀粉
豆浆粉，即豆腐娘粉，是福建闽北地区特色小吃的一种，主要材料是新鲜豆浆和粉条。

## 建瓯豆浆粉
在福建建瓯，豆浆粉是最常见最受欢迎的小吃之一，许多建瓯人将豆浆粉当作早饭食用。豆浆粉的两种材料都需要事先制备，一是新鲜豆浆，另一是煮熟的新鲜粉条。建瓯的豆浆粉店使用的粉条都是截面为圆形的较细粉条。现场制售的时候，将米粉过滚水烫热，浇入热气腾腾的熟豆浆，用料酒，精盐和味精调味，即可交付食客，整个过程只需半分钟。食客随后可以根据喜好加入酱油，葱花，姜末等调味。食用豆浆粉的时候，常佐以酥脆的油条或油饼，更添美味。有的人偏好干吃的食法，其实就是干拌粉条配一碗热豆浆。